# Barnsley Park
 (janvier 2022).
Pour les articles homonymes, voir Barnsley (homonymie).
Barnsley Park est une maison de campagne et un parc à Barnsley, Gloucestershire, Angleterre .

## Histoire
Une colonie de l'âge du fer est autrefois située dans Barnsley Park, et lors de l'invasion romaine, une villa romaine de 33 mètres de long est construite dans la colonie, au nord de la maison actuelle .
En 1693, Brereton Bourchier hérite du domaine et entreprend la construction de la maison actuelle ,. Sa fille, Martha, épouse Henry Perrot, député de l'Oxfordshire de 1721 à 1740  qui achève la maison dans les années 1720. L'architecte n'est pas connu bien que plusieurs auteurs aient spéculé sur son nom. Il appartient pendant un certain temps à la famille Perrot, et en 1819, il appartient à James Musgrave .
La maison est redécorée vers 1780 par Anthony Keck, avec d'autres travaux de John Nash, notamment la bibliothèque et le conservatoire, vers 1811  . Le jardin paysager est aménagé au XVIIIe siècle et a des arbres feuillus matures. En 1794, le parc est agrandi en détournant la route d'Abingdon .

## Architecture
La maison géorgienne de trois étages a une façade ouest de neuf travées avec une porte centrale à frontons. La façade est comporte sept travées. L'intérieur est orné de nombreux plastrons, notamment dans l'escalier et les couloirs.
Les vastes terrains et parcs comprennent plusieurs bâtiments subsidiaires. La guérite construite par John Nash vers 1810 est maintenant connue sous le nom de Pepper-pot Lodge  une autre loge est ajoutée au milieu du XIXe siècle. Nash est également responsable de l'orangerie de 10 mètres ( Unité «  » inconnue du modèle {{Conversion}}.) à l'est de la maison. Il a un toit en ardoise soutenu par des colonnes ioniques.
Les écuries et les remises sont ajoutées au début du XIXe siècle. Ceux-ci sont maintenant utilisés comme six ateliers pour les petites entreprises .
Le domaine possède sa propre maison de pompage qui est construite à la fin du XIXe siècle et une grande grange du XVIIIe siècle. Il y a aussi un pigeonnier du XVIIIe siècle et une gamme de cottages construits à l'origine pour les ouvriers mais maintenant loués .
Les jardins à la française, proches de la maison, sont séparés par des haies plantées dans les années 1960. Plus loin de la maison se trouvent des plantations principalement constituées de hêtres, mais avec quelques spécimens de plantation, notamment Wellingtonia.